# Quatre bodes i un funeral
Quatre bodes i un funeral (títol original en anglès: Four Weddings and a Funeral) és una pel·lícula britànica dirigida per Mike Newell, estrenada el 1994 i doblada al català.

## Argument
Charles i la seva colla d'amics, tots solters i sense compromís, han arribat a una edat a la qual els seus coneguts han decidit anar contraient matrimoni. En una de les cerimònies, a la qual tots han estat convidats, Charles coneix Carrie, una jove de qui s'enamora immediatament, però, després de passar la nit junts, la parella no torna a veure's. Hauran d'esperar fins al següent casament, en què Carrie presenta Charles al seu promès.

## Repartiment
- Hugh Grant: Charles
- Andie MacDowell: Carrie
- James Fleet: Tom
- Simon Callow: Gareth
- John Hannah: Matthew
- Kristin Scott Thomas: Fiona
- David Bower: David
- Charlotte Coleman: Scarlett
- Rowan Atkinson: Pare Gerald
- Anna Chancellor: Henrietta ("Duckface")
- David Haig: Bernard
- Sophie Thompson: Lydia

## Música
La música original va anar a càrrec del compositor clàssic Richard Rodney Bennett, tot i que la pel·lícula també compta amb alguns temes populars, com una cover del tema de The Troggs Love Is All Around, de la mà de Wet Wet Wet, cançons com I Will Survive, de Gloria Gaynor, i Crocodile Rock, But Not for Me, and Chapel of Love, d'Elton John.
1. Love Is All Around - Wet Wet Wet - 3:59
2. But Not for Me - Elton John - 3:01
3. The Right Time - One to One - 3:29
4. Smoke Gets in Your Eyes - Nu Colours - 4:26
5. I Will Survive - Gloria Gaynor - 3:53
6. Crocodile Rock - Elton John - 3:55
7. La-La (Means I Love You) - Swing Out Sister - 5:06
8. Loving You Tonight - Squeeze - 4:49
9. The Secret Marriage - Sting - 2:09
10. Chapel of Love - Elton John - 3:42
11. Four Weddings and a Funeral: After the Funeral with W.H. Auden Poem Rea - John Hannah - 1:52

## Premis i nominacions[4]

### Premis
- Globus d'Or al millor actor musical o còmic per a Hugh Grant
- BAFTA a la millor pel·lícula
- BAFTA al millor actor per a Hugh Grant
- BAFTA a la millor actriu secundària per a Kristin Scott Thomas
- Premi David Lean a la millor direcció per a Mike Newell
- César a la millor pel·lícula estrangera

### Nominacions
- Oscar a la millor pel·lícula
- Oscar al millor guió original per a Richard Curtis
- Globus d'Or a la millor pel·lícula musical o còmica
- Globus d'Or a la millor actriu musical o còmica per a Andie MacDowell
- Globus d'Or al millor guió per a Richard Curtis
- BAFTA al millor actor secundari per a Simon Callow i John Hannah
- BAFTA a la millor actriu secundària per a Charlotte Coleman
- BAFTA al millor muntatge per a Jon Gregory
- BAFTA al millor vestuari per a Lindy Hemming
- BAFTA al millor guió original per a Richard Curtis
- Premi Anthony Asquith a la millor música per a Richard Rodney Bennett